# 宁苏图
宁苏图（Ninsutu）又称宁卡乌图（Ninkautu）是苏美尔神话中的一位女神，她是专为治愈恩基之病而生的八位神祇之一。她是神医尼纳祖（Ninazu）的妻子。

## 参阅文献
1. ↑  .   [2014-08-01]. （原始内容存档于2018-12-22）.

- 迈克尔·乔丹，神之百科全书.
- 克里斯.B.塞壬, 苏美尔神话常见问题解答.

## 参阅
- 寧利爾
- 阿特拉哈西斯